# Hartmann Schopper
Hartmann Schopper (* 1542 in Neumarkt in der Oberpfalz; † nach 1595) war ein neulateinischer Dichter des Humanismus. Nach seiner Heimatstadt nannte er sich selbst Novoforensis Noricus.

## Leben
Über Schoppers Leben ist nicht viel bekannt. Bereits 1547, also im Alter von 15 Jahren, begann er, erste elegische Gedichte zu verfassen, was auf eine hervorragende Schulbildung schließen lässt. Ab 1563 ließ er seine Werke beim Frankfurter Drucker Feyerabend verlegen.
1566 nahm er unter Kaiser Maximilian II. am Krieg gegen die Türken teil und lernte den Kaiser auch persönlich kennen. Bereits gegen Ende des Jahres kehrte er wegen Krankheit zurück nach Frankfurt. Er starb irgendwann nach 1595.

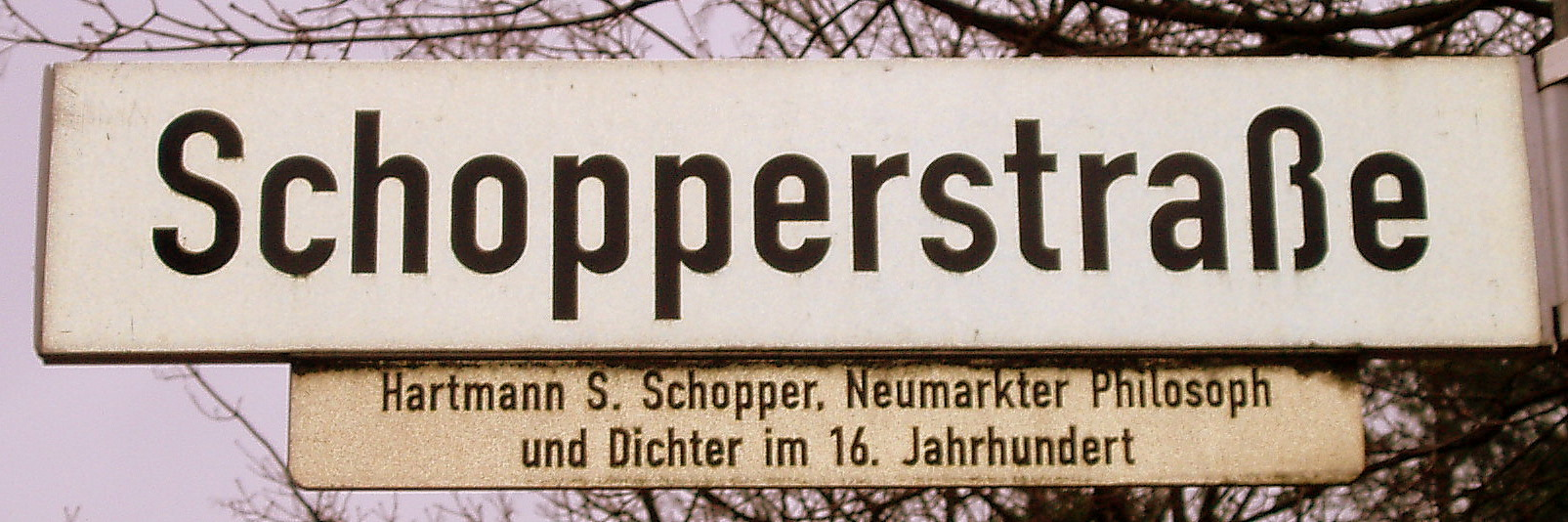
Schild der Schopperstraße in Neumarkt in der Oberpfalz

Nach dem Dichter Hartmann Schopper wurde in Neumarkt in der Oberpfalz eine Straße benannt.

## Werke

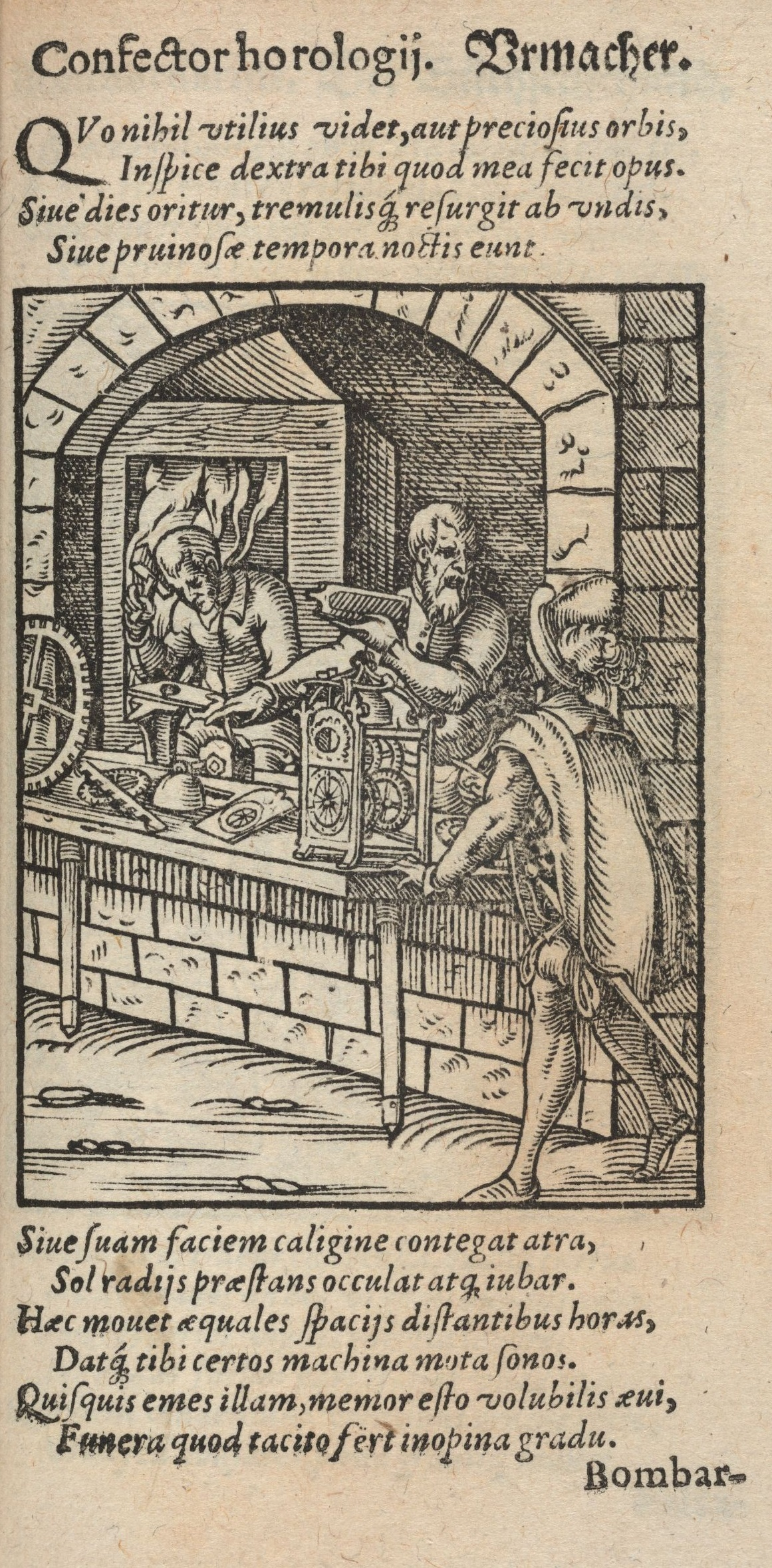
Panoplia. Omnium illiberalium mechanicarum aut sedentariarum artium genera continens, 1568

Jeweils bei Sigmund Feyerabend in Frankfurt zusammen mit dem Illustrator Jost Amman:
- Speculum vitae aulicae. De admirabili fallacia et astutia vulpeculae Reinikes libri quatuor nunc primum ex idiomate Germanica latinitae donati – eine Übertragung des niederdeutschen Volksbuchs von Reynke de vos (Reineke Fuchs) ins Lateinische
- Panoplia. Omnium illiberalium mechanicarum aut sedentariarum artium genera continens, 1568 (unvollständiges Digitalisat) – Verse der lateinischen Ausgabe des Ständebuchs